# Мечеть Хамза-бей
Мечеть Хамза-бей (греч. Χαμζά Μπέη Τζαμί, Альказар, греч. Αλκαζάρ) — сохранившаяся мечеть без минарета в Греции, в городе Салоники. Находится напротив Солунского безестена (базара). Датируется серединой XV века. Это древнейшая мечеть в городе. Построена в 1467 году Хафсой хатун, дочерью высокопоставленного османского офицера Хамзы-бея в память об отце, казнённом Владом III Цепешем в 1462 году. Об этом гласит надпись справа от входа. Согласно историческим хроникам мечеть построена на месте женского православного монастыря. Сводчатый молельный зал высотой 17 метров, квадратный в плане, освещается через 8 арочных окон. Внутренний двор с перистилем украшен 22 колоннами, 15 из которых украшены раннехристианскими капителями V—VI вв., которые по приказу султана Селима II в августе 1569 года перенесли из храма Святого Мины. Комплекс включает также пристройку с боковыми нишами и портиком. Площадь мечети составляет около 1150 м². Это самая большая мечеть в Греции.
Согласно надписи над входом, мечеть была реконструирована в 1619 году.
В ходе Первой Балканской войны в 1912 году Салоники были освобождены греческими войсками. После этого мечеть перестала функционировать.
После Малоазийской катастрофы и греко-турецкого обмена населением в мечети размещались беженцы.
В 1927 году здание приобрёл Национальный банк Греции, затем у здания был частный владелец, который передал его Красному Кресту.
В 1928 году двор мечети был превращён в открытый кинотеатр, затем была построена металлическая крыша. Кинотеатр под названием «Альказар» просуществовал более 50 лет, до 1989 года.
В 1978 году здание серьёзно пострадало при землетрясении.
После закрытия кинотеатра здание было передано министерству культуры. В 2006 году, после начала строительства Салоникского метрополитена начаты археологические и реставрационные работы в мечети.